# Mistrzostwa Ukrainy w hokeju na lodzie 2015
Mistrzostwa Ukrainy w hokeju na lodzie 2015 jako 23. sezon rozgrywek o mistrzostwo Ukrainy w hokeju na lodzie. 
W trzech poprzednich sezonach rozgrywki funkcjonowały pod nazwą Profesionalna Chokejna Liha. Pierwotnie, w lipcu 2014 władze ligi PHL ogłosiły, że sezon 2014/2015 ligi ukraińskiej nie odbędzie się (do udziału zgłosiło się tylko 5 klubów). Przyczyną był trwający konflikt na wschodniej Ukrainie. Ostatecznie rozgrywki i mistrzostwo Ukrainy rozpoczęto w lutym 2015 roku. W rozgrywkach brało udział 4 zespoły, a wśród nich nie było obrońcy tytułu mistrzowskiego, drużyny Kompanionu-Naftohaz Kijów, który triumfował w poprzedniej edycji.

## Sezon zasadniczy
Sezon zasadniczy rozpoczął się 12 lutego 2015, a zakończył się w 21 marca 2015. Uczestniczyło w nim 4 drużyny, które rozegrały po 12 spotkań. 
| Msc. | Zespół          | M  | Pkt | Z | WDK | PDK | P | G+ | G- | +/- |
| ---- | --------------- | -- | --- | - | --- | --- | - | -- | -- | --- |
| 1    | HK Krzemieńczuk | 12 | 30  | 9 | 1   | 1   | 1 | 52 | 28 | +24 |
| 2    | Generals Kijów  | 12 | 15  | 5 | 0   | 0   | 7 | 41 | 47 | -6  |
| 3    | ATEK Kijów      | 12 | 14  | 4 | 1   | 0   | 7 | 49 | 55 | -6  |
| 4    | Wytiaź Charków  | 12 | 13  | 4 | 0   | 1   | 7 | 42 | 54 | -12 |

L = lokata, M = liczba rozegranych spotkań, Pkt = Liczba zdobytych punktów, W = Wygrane, WDK = Wygrane po dogrywce lub po karnych, PDK = Porażki po dogrywce lub po karnych, P = Porażki (ogółem), G+ = Gole strzelone, G- = Gole stracone, +/- Różnica bramek.
      = Awans do fazy play-off.

## Faza play-off
Faza play-off rozpoczęła się 24 marca 2015. W jej pierwszej rundzie odbyły się półfinały (pary złożone z drużyn uplasowanych w sezonie zasadniczym na miejscach 1 i 4 oraz 2 i 3).
|  | Runda półfinałowa           | Runda półfinałowa           | Runda półfinałowa           | Runda półfinałowa           | Runda półfinałowa           | Runda półfinałowa           |  |  | Runda finałowa            | Runda finałowa            | Runda finałowa            | Runda finałowa            | Runda finałowa            | Runda finałowa            |
|  |                             |                             |                             |                             |                             |                             |  |  |                           |                           |                           |                           |                           |                           |
|  | Nr                          | Nazwa zespołu               | Stan                        | M1                          | M2                          | M3                          |  |  | Nr                        | Nazwa zespołu             | Stan                      | M1                        | M2                        | M3                        |
|  |                             |                             |                             |                             |                             |                             |  |  |                           |                           |                           |                           |                           |                           |
|  | Mecze 1. pary o miejsca 1-4 |                             |                             |                             |                             |                             |  |  |                           |                           |                           |                           |                           |                           |
|  | 1                           | Krzemieńczuk                | 2                           | 2                           | 6                           | 5                           |  |  |                           |                           |                           |                           |                           |                           |
|  | 4                           | Wytiaź                      | 1                           | 3                           | 3                           | 4                           |  |  | Rywalizacja o mistrzostwo | Rywalizacja o mistrzostwo | Rywalizacja o mistrzostwo | Rywalizacja o mistrzostwo | Rywalizacja o mistrzostwo | Rywalizacja o mistrzostwo |
|  |                             |                             |                             |                             |                             |                             |  |  | 1                         | Krzemieńczuk              | 1                         | 4                         | 2                         | 3                         |
|  | Mecze 2. pary o miejsca 1-4 | Mecze 2. pary o miejsca 1-4 | Mecze 2. pary o miejsca 1-4 | Mecze 2. pary o miejsca 1-4 | Mecze 2. pary o miejsca 1-4 | Mecze 2. pary o miejsca 1-4 |  |  | 2                         | ATEK                      | 2                         | 2                         | 3                         | 4                         |
|  | 2                           | Generals                    | 0                           | 3                           | 1                           |                             |  |  |                           |                           |                           |                           |                           |                           |
|  | 3                           | ATEK                        | 2                           | 4                           | 3                           |                             |  |  |                           |                           |                           |                           |                           |                           |
|  |                             |                             |                             |                             |                             |                             |  |  |                           |                           |                           |                           |                           |                           |
|  |                             |                             |                             |                             |                             |                             |  |  |                           |                           |                           |                           |                           |                           |

W finale rozgrywek 2015 ATEK Kijów pokonał HK Krzemieńczuk 2:1 i wywalczył swój drugi tytuł mistrzowski w historii klubu. W decydującym trzecim meczu finałów ATEK wygrał 4:3 po dogrywce, a zwycięskiego gola zdobył Białorusin Jauhien Krywamaz. Poprzednio drużyna wygrała ligę w 2007.